# ريد مارتن
ريد مارتن (بالإنجليزية: Red Martin)‏ هو لاعب هوكي الجليد أمريكي، ولد في 5 يوليو 1938 في بوسطن في الولايات المتحدة، وتوفي في 27 يوليو 2017.

## وصلات خارجية
- ريد مارتن على موقع HockeyDB.com (الإنجليزية)
- ريد مارتن على موقع أوليمبيديا (الإنجليزية)